# Fernando Lizzi
Fernando Lizzi (Castelnuovo di Porto, 2 gennaio 1914 – Napoli, 28 agosto 2003) è stato un ingegnere italiano è noto come Il Padre dei Micropali.

## Biografia
Lizzi nasce a Castelnuovo di Porto, il 2 gennaio 1914 ma ha vissuto a Napoli la maggior parte della sua infanzia. All'età di 18 anni si recò all'Accademia Militare di Torino, dove si diploma come sottotenente all'età di 22 anni. Dopo la laurea fu inviato a Tripoli . Lizzi ferito e preso come un prigioniero nel 1942 nella battaglia di Djrababub . Durante la sua prigionia in una zona vicino al confine tra Pakistan e Afghanistan intraprese lo studio di ingegneria civile. Nel 1946 tornò a Napoli e ottenne la laurea con lode. Lizzi ha iniziato a lavorare per l'azienda SACIF nel 1947 per poi passare alla Fondedile , dove rimase come direttore tecnico per quasi 50 anni. Durante questo periodo, in Europa e in particolare in Italia, si lavorava per la ricostruzione postbellica, ha sviluppato la tecnologia più tardi denominata micropali per il restauro di monumenti ed edifici danneggiati .
Negli anni'50 Lizzi deposita due brevetti , il primo "Palo Radice", e il secondo il "Reticolo di Pali Radice" . 
Questa tecnologia venne usata per la prima volta per la "Scuola Angiulli" di Napoli.
La prima commessa internazionale della tecnologia dei micropali è stata in Germania nel 1952 per le fondamenta della Krupp, a Essen-Bochum e la diga di Kerkini in Grecia . La tecnica è stata poi applicata in centinaia di opere in vari paesi e sono stati ampiamente utilizzati nel restauro dei monumenti, come il Ponte Vecchio a Firenze nel 1966 e la stabilizzazione del Campanile Pendente  della chiesa di San Martino a Burano nella Laguna di Venezia, e "il Minareto Pendente" di Al.Hadba a Mosul . Fernando Lizzi muore a Napoli il 28 agosto 2003.